# 船小屋温泉

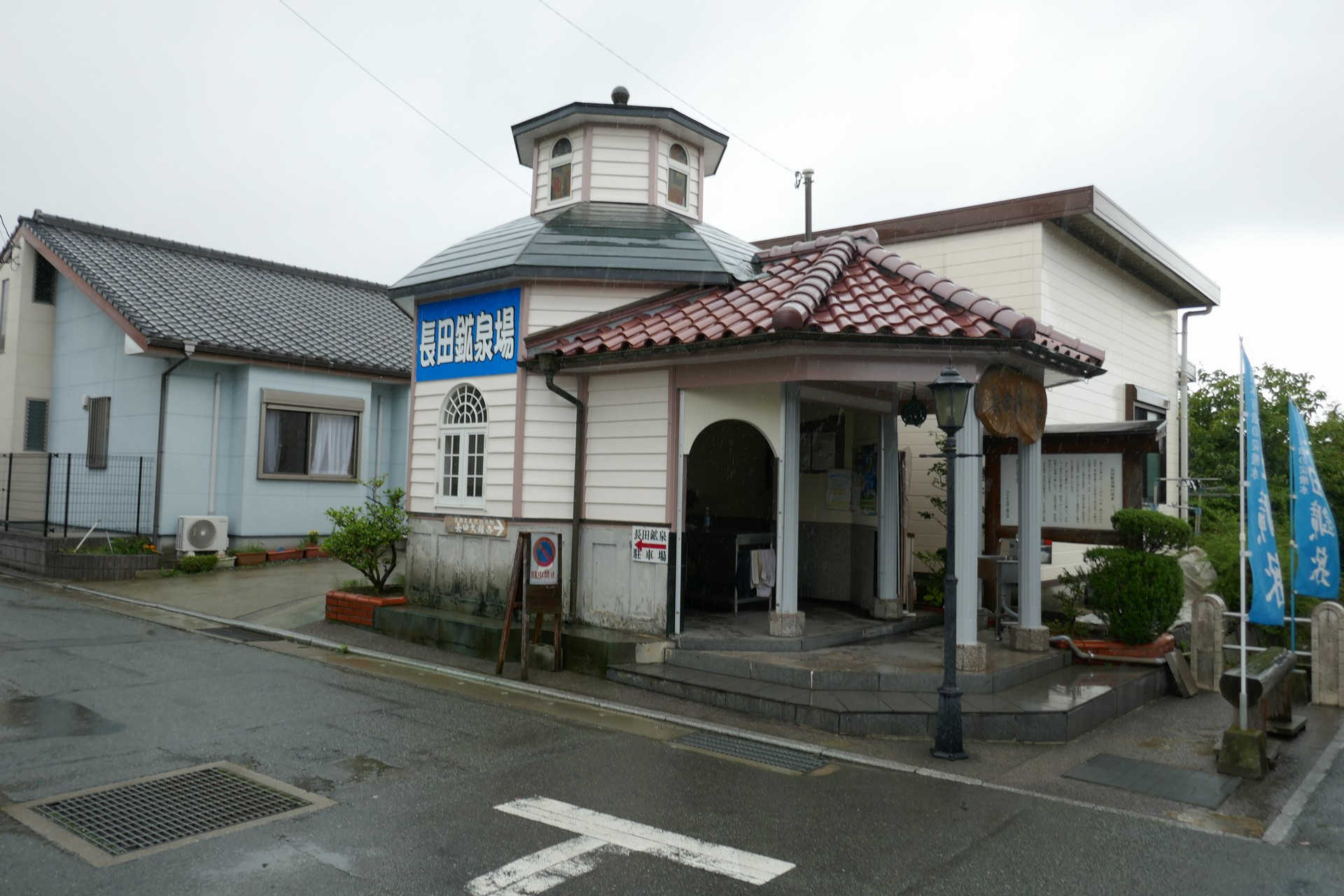
長田鉱泉場

船小屋温泉（ふなごやおんせん）は、福岡県筑後市南端部の矢部川沿いに湧出する冷鉱泉。鉄含有量が多いことでも知られる日本有数の炭酸泉である。
矢部川沿いの筑後市側（右岸側）に湧出しているが、対岸（左岸）のみやま市側にも湧出しており、みやま市側は新船小屋温泉と称している。船小屋温泉と新船小屋温泉を隔てる矢部川には船小屋温泉大橋が架けられ国道209号が通っている。本項では新船小屋温泉も含めて記述する。

## 泉質
船小屋温泉は含鉄炭酸泉である。含鉄泉を飲泉する事による一般的な適応症として、鉄欠乏性貧血に対して鉄分の補給につながるため、効果が望めるとされる。このように鉱泉水中には鉄が含有されているため、それが湧出後に大気中の酸素によって酸化されるため、赤味を帯びた沈殿物が析出する。
ところで、福岡県には比較的温度の高い温泉が多く、2010年現在、源泉が25 ℃以上の温泉が8割以上を占める。しかし、船小屋温泉の源泉の温度は、19 ℃である。源泉の温度が25 ℃未満であるため、冷鉱泉に分類される。このように比較的低温であるため、湧出後も炭酸が完全には離散せず、湧出直後ならば溶けたままで鉱泉水中に残っている。

### 含有される二酸化炭素と水の起源
冷鉱泉に含有されている炭酸の起源を、炭素の同位体の比率を利用して解析した結果、その供給源は、プレートテクトニクスによって地中に沈み込んだ海中に有った炭酸塩が約56パーセント、地球のマントルから新たに上昇してきた二酸化炭素が約35パーセント、堆積した有機物が分解された結果として発生した二酸化炭素が約9パーセントだと判明した。また、鉱泉水中の水素の同位体の比率と酸素の同位体の比率とを併用して解析した結果、水の供給源は、海水が沈み込んだ化石水でも、マントルから出てきた処女水でもなく、雨によって涵養された地下水だと判明した。したがって、雨水が地下へと浸透し、それにマントルやプレートテクトニクスで沈み込んだ炭酸塩から二酸化炭素を供給され、それが地上へと湧出していると考えられている。なお、鉱泉水中に含有されている微量なヘリウムの同位体の比率を解析した結果、地球の大気に由来したヘリウムは1‰以下であるのに対して、マントルを起源とするヘリウムが約6割、地殻を起源とするヘリウムが約4割と推定された。これも、船小屋温泉で湧出している鉱泉水が、何らかの形で地球深部から供給されている気体成分を取り込んでいる事を示している。

### 含有されるメタンに関して
また、船小屋温泉の鉱泉水には、ごく低濃度のメタンも含有されている。この鉱泉水に供給されている二酸化炭素の約9パーセントは、堆積した有機物だったわけだが、これらを併せて考えた結果、この堆積した有機物の一部が、何らかの微生物によってメタンに変換しているのだろうと見られている。

## 温泉地
矢部川の中流域に当たる場所に湧出している冷鉱泉である。船小屋温泉には温泉街が形成されており、矢部川沿いに約10軒の旅館やホテルが存在する。源泉は冷鉱泉だが、加温した浴場も整備されている。筑後市側には福岡県営筑後広域公園が整備され、この公園内に日帰り入浴が可能な、共同浴場の「恋ぼたる」が立地している。筑後広域公園は鹿児島本線よりも西まで広がっており、筑後船小屋駅からは公園内を通って「恋ぼたる」まで来る事も可能である。
また船小屋温泉には、飲泉場が整備されており、温泉の中心的な施設として機能している。矢部川を挟んで、筑後市側とみやま市側のいずれにも鉱泉を飲むための施設が整備されている。なお、筑後市側は無料で飲泉が可能である。みやま市側の長田鉱泉場は、有料である。

### 周辺
船小屋温泉は国道209号の筑後市とみやま市の行政界付近に位置しており、国道209号は船小屋温泉大橋で矢部川を越えている。なお、みやま市側には中の島公園が整備された。

### 温泉街での催し物
例年、矢部川の傍で花火大会が開催される。かつては「船小屋温泉花火大会」と称したが、2019年に「ちっご祭」と統合し「ちっご祭～恋のくに花火大会」と改称して開催。翌2020年と2021年は新型コロナウイルス感染拡大の影響で中止され、2022年には「ちっご恋のくに花火大会」と改称して開催された。翌2023年は中止された。

### アクセス
- 公共交通機関を利用の場合
  - JR九州の九州新幹線・鹿児島本線筑後船小屋駅より北東約1.2km。同駅より西鉄バスを利用する場合は「船小屋」で下車。
  - JR久留米駅・JR羽犬塚駅・西鉄久留米駅より西鉄バス50番・53番系統船小屋行き乗車、終点下車、矢部川方向へ徒歩約200m。
  - JR瀬高駅よりみやま市コミュニティバス「くすっぴー号」1号車乗車、「新船小屋」下車。 ※新船小屋地区に発着する唯一の公共交通であるが本数が少なく日祝日には運休する
- 自動車利用の場合
  - 九州自動車道八女インターチェンジから南西約5km、国道209号沿い。

## 歴史
開湯は1824年（文政7年）である。
2024年（令和6年）10月20日に船小屋鉱泉場の施設がリニューアルした。